# Prąd błądzący
Prąd błądzący – zjawisko przeważnie niekontrolowanego przepływu prądu elektrycznego między dwoma lub więcej punktami substancji przewodzących prąd (metale, niemetale, elektrolity). Prąd ten jest najczęściej niepożądanym zjawiskiem towarzyszącym przesyłaniu energii elektrycznej (np. prądy błądzące w trakcji szynowej lub prądy w karoseriach samochodów).

## Prądy błądzące w trakcji szynowej
Prąd błądzący w trakcji szynowej to prąd trakcyjny upływający z sieci trakcyjnej przez ziemię, którego drogę trudno przewidzieć.
Pojazd trakcyjny pobiera prąd z podstacji poprzez górną sieć trakcyjną. Zamknięcie obwodu i powrót prądu do podstacji następuje przez tory i kable powrotne. Pomimo tego, iż rezystancja zarówno sieci powrotnej, jak i kabli powrotnych ma niewielką wartość, to z uwagi na duże wartości prądu powrotnego występują spadki napięcia o znacznych wartościach. Wobec tego wytwarza się różnica potencjałów pomiędzy poszczególnymi punktami toru a szyną minusową podstacji. Mimo że elektryfikowane tory spoczywają na podsypce z tłucznia, a podkłady są oddzielone od szyn za pomocą wkładek z gumy lub tworzywa, izolacja od gruntu nigdy nie jest idealna. Podkłady, tłuczeń i sąsiedztwo toru są zawsze zabrudzone opiłkami pochodzącymi ze ścierania klocków hamulcowych, kół, a także szyn. Opiłki te, powiązane wszelkiego rodzaju zabrudzeniami znacznie zmniejszają rezystancję przejścia tor – ziemia. Gdy nałożą się na to jeszcze niesprzyjające warunki atmosferyczne, a zwłaszcza brudny śnieg, to rezystancja między siecią powrotną a podłożem jest stosunkowo niewielka.
Nie jest idealna także izolacja pomiędzy szyną minusową podstacji a ziemią, dlatego dla prądu powrotnego powstają drogi przepływu równoległe do obwodu powrotnego.
Prąd płynący ziemią zgodnie z I prawem Kirchhoffa rozgałęzia się. Część powraca do podstacji przez ziemię. Część tę nazywa się prądami błądzącymi, gdyż „błądzą” one nieznanymi bliżej i nie dającymi się przewidzieć drogami.
Przepływ prądów błądzących ułatwiają wszelkiego rodzaju metalowe rury, kable i inne tego rodzaju obiekty, tzw. uzbrojenie terenu.
Prądy błądzące wpływając do metalowego urządzenia podziemnego (rury, metalowego płaszcza kabla itp.) nie powodują szkód, natomiast w miejscu, w którym prąd błądzący opuszcza owo urządzenie, następuje korozja, mogąca doprowadzić do znacznych uszkodzeń. Problem ten nie jest istotny w przypadku szyn z powodu znacznej ich grubości i zmian miejsca upływu prądu wskutek drgań spowodowanych użytkowaniem.

### Zapobieganie korozji spowodowanej prądami błądzącymi w trakcji szynowej
W celu ograniczenia zjawiska prądów błądzących spowodowanych trakcją szynową stosuje się izolację szyn od ziemi oraz metale o jak najmniejszej rezystancji (dzięki czemu spadki napięcia są mniejsze, a co za tym idzie mniejsze są wartości prądu błądzącego).
Metodą zabezpieczania przed korozją, także spowodowaną prądami błądzącymi, jest ochrona katodowa obiektów. Natomiast stosowanie izolacji elektrycznej obiektów podziemnych w celu ich ochrony przed prądami błądzącymi np. poprzez owijanie odpowiednimi taśmami smołowanymi, daje efekty odwrotne od spodziewanych.